# Chuck Metcalf
Charles 'Chuck' Metcalf (8 januari 1931 − 11 januari 2012) was een Amerikaanse contrabassist en componist in de jazz.

## Biografie
Metcalf's ouders waren muziekleraar. Hij leerde viool en piano, maar stapte over op de contrabas toen hij 15 was. Hij studeerde in Seattle aan de University of Washington, maar was daar tevens actief in de jazzscene, zo speelde hij met Quincy Jones, Ernestine Anderson, Buddy Catlett en Ray Charles. In de jaren vijftig was hij architect, in het weekend speelde hij. In de jaren zestig werd hij fulltime-muzikant. Hij toerde met Anita O'Day en Joe Venuti en speelde in 1970 in Seattle met Gavin Walker en Stu Goldberg. Tevens nam hij in die tijd voor het eerst op, met het trio van pianist Berry Overton. In 1972 verhuisde hij naar San Francisco, waar hij meewerkte aan Mark Murphy's album "Stolen Moments". Vanaf 1979 woonde hij in New York, waar hij samenwerkte met Sonny Simmons. In 1980 toerde hij met Dexter Gordon. Na zijn terugkeer naar Seattle  speelde hij met Ernestine Anderson en Bert Wilson. Hij woonde tot 1985 in Nederland. Hij keerde terug naar Amerika en werkte daar opnieuw met Bert Wilson. Hij toerde met Jim Pepper, Frank Morgan en met een eigen kwartet. In 1989 kwam hij met zijn eerste eigen album, met eigen composities, opgenomen met o.m. trompettist Jay Thomas en pianist George Cables. In 1991 kwam opnieuw een album van hem uit. Halverwege de jaren negentig keerde hij terug naar de San Francisco Bay. In 2004 volgde een nieuw album. In 2010 werkte hij met Richie Cole, daarna trok hij zich terug uit de muziek. Hij doceerde aan het  conservatorium in Den Haag, aan Western Washington University en Cornish College.
Metcalf was getrouwd met de zangeres Joni Metcalf. Hij speelde in 1965 mee op haar album met songs van Cole Porter en Duke Ellington.
In januari 2012 overleed hij aan de gevolgen van kanker.

## Discografie
- Joni Metcalf: Sings Porter and Ellington (1965)
- Overton Berry: Live at the Double-Tree (1970)
- Doug Hammond: Reflections in the Sea of Nurnen (1972)
- Mel Ellison: Friends (1976)
- San Francisco, Ltd: San Francisco, Ltd. (1977)
- Mark Murphy: Stolen Moments (1978)
- Chuck Metcalf: Live in Seattle (1987)
- Bert Wilson: Rebirth Loves Monk! (1987)
- Bert Wilson: Live at Caffe Star-Bucks (1987)
- Bert Wilson: Wings (1987)
- Bert Wilson: Live at the Bellevue Jazz Festival (1987)
- Chuck Metcalf: Elsie Street (1989)
- Bert Wilson: Live at the ZOO (1990)
- Chuck Metcalf: Help Is Coming (1992)
- Sarah Metcalf & Tom Peterson: Frank Goes to the Zoo (1995)[1]
- Primo Kim: To Be Near (1997)
- Gerry Grosz: On Ramp (1998)
- Craig Flory: Wigwam Bendix (1998)
- Chuck Metcalf: Thinking of You (2004)